# الصين في الألعاب الأولمبية
الصين في الألعاب الأولمبية بدأت مشاركة الصين في الألعاب الأولمبية في سنة 1932 في دورة الألعاب الأولمبية الصيفية 1932 في لوس أنجلوس في الولايات المتحدة في فترة جمهورية الصين عندما كانت مندمجة مع تايوان حتى دورة 1952 في هلسنكي في فنلندا، حيث تم إقصاء الصين من المشاركة في الألعاب الأولمبية الصيفية بعد انفصال تايوان عن جمهورية الصين الشعبية بعد الحرب الأهلية الصينية، حيث أن اللجنة الأولمبية الصينية لم تعترف بها، بينما تم الاعتراف باللجنة الأولمبية للصين تايبيه وألتي كانت مركزها في تايوان كما أنها لم تشارك في دورة 1980 في موسكو, شاركت الصين أول مرة في الألعاب الأولمبية الصيفية 1984 في لوس أنجلوس في الولايات المتحدة، بعد أن حصلت اللجنة الأولمبية الصينية على الاعتراف الرسمي الدولي ومنذ تلك الدورة عادت الصين بقوة إلى الأولمبياد حيث احتلت المركز الرابع في دورة 1984 واحتلت المركز الحادي عشر في دورة 1988 في سيئول في كوريا الجنوبية ودورة 1992 في برشلونة في إسبانيا والمركز الثالث 2000 في سيدني في أستراليا والمركز الثاني في دورة 2004 في أثينا في اليونان و دورة 2012 في لندن في المملكة المتحدة  ، كما أن الصين وعاصمتها بكين إستضافت دورة الألعاب الأولمبية الصيفية 2008 وأحرزت المركز الأول في ترتيب الميداليات بعد فوزها ب100 ميدالية منها 51 ميدالية ذهبية و 21 ميدالية فضية و 28 ميدالية برونزية لتكون أكبر عدد من الميداليات فازت به الصين في كل الدورات , معظم ميداليات كانت في الجمباز و الغطس و تنس الريشة و تنس الطاوله و رفع الأثقال وبدرجة أقل في ألعاب القوى و السباحة و المصارعة و الملاكمة و الرماية وفي رياضات أخرى.
في الألعاب الأولمبية الشتوية شاركت الصين لأول مرة في دورة 1980 في ليك بلاسيد في الولايات المتحدة، وفازت بأول ميدالية أولمبية في دورة الألعاب الأولمبية الشتوية 1992 في ألبرتفيل في فرنسا، وأول ميدالية ذهبية للصين كانت في دورة الألعاب الأولمبية الشتوية 2002 في مدينة سالت ليك في الولايات المتحدة وألتي كانت عن طريق المتزلجة يانغ يانغ في التزلج على مسار قصير.